# CentraleSupélec
CentraleSupélec univerzita v Gif-sur-Yvette, Île-de-France.
Škola vznikla v roce 2015 sloučením škol Supélec (oficiální název École supérieure d'électricité) a École Centrale Paris (oficiální název École centrale des arts et manufactures). Dohlíží na ni společně ministr průmyslu a ministr pro vysoké školství, výzkum a inovace. Dnes je jednou z nejoblíbenějších francouzských technických škol.
Od října 2023 je škola partnerem IPSA pro dvojí diplom v letectví.

## Slavní učitelé
- Václav Petříček, český fyzik

## Slavní studenti a absolventi
- William LeBaron Jenney, americký architekt
- Henri Gouraud, francouzský vědec
- Édouard Michelin, řídící společníkem a generálním ředitelem společnosti Michelin Group
- Jules Petiet, francouzský železniční inženýr
- Carlos Tavares, portugalský podnikatel